# Jules Gabriel Levasseur
Pour les articles homonymes, voir Levasseur.
Jules Gabriel Levasseur est un graveur français né à Paris le 6 novembre 1823, et mort à Paris 6e le 25 septembre 1907 ; il est actif jusqu'en 1898.

## Biographie
Jules Gabriel Levasseur, fils de Pierre Levasseur et de Joséphine Justine Renard, appartient à une famille d'horlogers.
Il est entré en 1838 dans l'atelier de Alexis-François Girard pour apprendre le dessin et la gravure en manière noire, technique qui ne le tente pas. À partir de 1842, il a suivi les cours de l'École des beaux-arts et a terminé ses études dans la classe de Louis-Pierre Henriquel-Dupont. Il se lie à Gustave Bertinot et tente le concours pour le prix de Rome.
Levasseur a été un disciple fidèle mais sans génie des graveurs de la tradition classique. Il expose au Salon à partir 1855 et s'est consacré aux reproductions de tableaux et aux scènes de genre. 
Il illustre une partie des Œuvres d'Alfred de Musset publié chez Charpentier en 1878, d'après des illustrations d'Alexandre Bida, ainsi qu'un Livre d'offices publié par Marius Michel (1846-1925).
Il est actif semble-t-il jusqu'en 1898.
Jules Gabriel Levasseur décède le 25 septembre 1907, à l'âge de 83 ans, à son domicile au 33, rue d'Assas dans le 6e arrondissement de Paris, laissant veuve Alina Ganning, âgée de 74 ans.

## Œuvre gravé
Parmi les planches qu'il a gravées sur acier et sur cuivre :
- Ma sœur n'y est pas, d'après Jean-Louis Hamon (1856),
- Jardinière,
- Fermière,
- L'Aurore, d'après Jean-Louis Hamon,
- Paul Delaroche, d'après Eugène-Ferdinand Buttura (1853),
- Dante, d'après Jean-Léon Gérôme,
- Jacob et Rachel, d'après Ary Scheffer (1859),
- Ruth et Noémi, d'après Ary Scheffer (1859),
- L'Infante Isabelle, d'après Antoine van Dyck,
- Les Cervarolles, d'après Ernest Hébert pour la chalcographie du Louvre,
- L'Adoration des mages, d'après Bernardino Luini,
- Le Ravissement de saint Paul, d'après Nicolas Poussin, pour la Société française de gravure,
- Hippolyte Rigaud, d'après Alexandre Cabanel,
- Docteur Demarquay, d'après Alexandre Cabanel,
- La Jeunesse et l'Amour, d'après William Bouguereau,
- les Premières funérailles, d'après Félix-Joseph Barrias (1880),
- Intérieur hollandais, d'après Pieter de Hooch (1881),
- La Sainte Vierge et les Saints dite de Carrondelet, d'après Fra Bartolomeo (1886),
- Racine et Chapelle, d'après Robert Tournières (1887),
- Le Christ en Getsemani, d'après Paul Delaroche (1888),
- Le Rappel des glaneuses, d'après Jules Breton (1889),
- Le Serment des Horace, d'après Jacques-Louis David (1892).

## Distinctions
Jules Gabriel Levasseur a obtenu au Salon deux mentions honorables en 1859 et 1863, une médaille à l'exposition universelle de 1867, une médaille à l'exposition universelle de 1873 à Vienne, deux médailles de 2e classe au Salon de 1877, une médaille à l'exposition universelle de 1878, et une de 1re classe au Salon de 1878.